# Chrysler Imperial Parade Phaeton

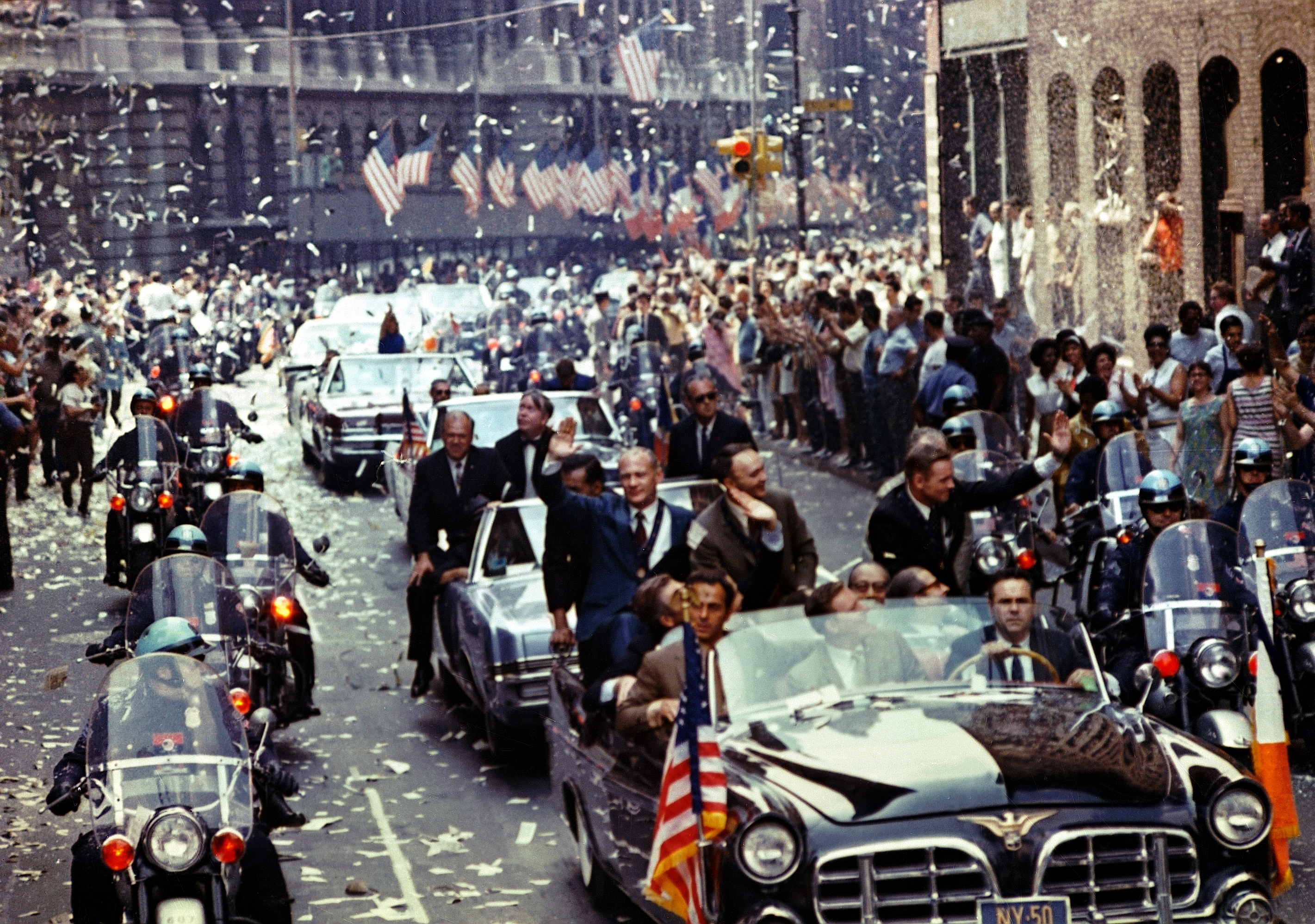
Die Apollo 11-Astronauten nach der Rückkehr vom Mond im Parade Phaeton

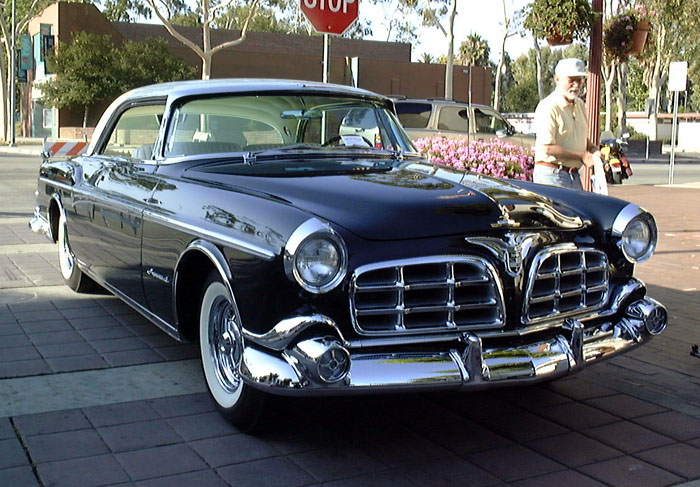
Die Frontpartie des 1955er Imperial entsprach weitgehend dem Parade Phaeton

Der Chrysler Imperial Parade Phaeton war ein in drei Exemplaren hergestellter Prototyp des US-amerikanischen Automobilherstellers Chrysler.
Er war ein offener Viertürer mit langem Radstand, wie der Fahrzeugname bereits andeutet. Eine Besonderheit war die Auslegung als Doppelphaeton (engl.: Dual Cowl Phaeton), das bedeutet, dass vor den vorderen und den Fondsitzen jeweils eine eigene Windschutzscheibe eingebaut war.
Drei Exemplare wurden gebaut und verblieben an den Standorten New York, Los Angeles und Detroit im Besitz der Chrysler Corporation, von wo aus sie für öffentliche Anlässe zur Verfügung gestellt wurden. Ende 1955 wurden die Fahrzeuge im Werk mit stärkeren Motoren ausgerüstet, und sie erhielten neue Karosserien im Stil der zeitgenössischen Imperial-Modelle. Zwei der drei Wagen existieren noch heute und befinden sich in privater Hand.
Der historische Wert dieses Modells liegt darin begründet, dass es die erste Arbeit des 1949 bei Chrysler eingetretenen Designers Virgil Exner war, die konzeptionell die Linien der Chrysler- und Imperial-Modelle des Jahrgangs 1955 vorwegnahm.